# Alex MacDonald (ur. 1990)
Alexander MacDonald (ur. 14 kwietnia 1990 w Warrington) – szkocki piłkarz występujący na pozycji napastnika w Stevenage.

## Kariera klubowa
Swoją piłkarską karierę MacDonald rozpoczynał w zespole Burnley, gdzie występował w drużynie młodzieżowej. W kwietniu 2008 roku został wybrany najlepszym graczem tego zespołu w sezonie 2007/08. W pierwszej drużynie zadebiutował 26 kwietnia 2008 w zremisowanym 3:3 spotkaniu rozgrywek Championship z Cardiff City. W sezonie 2008/09 zagrał w trzech spotkaniach Championship. Zespół Burnley awansował do Premier League, wygrywając play-offy. Wówczas MacDonald został wypożyczony do Falkirk. W Scottish Premier League zadebiutował 15 sierpnia 2009 w przegranym 1:4 meczu z Rangers, a 17 października 2009 w przegranym 1:3 pojedynku z St. Mirren strzelił swojego pierwszego gola w tych rozgrywkach. W Falkirk grał do końca 2009 roku. Następnie wrócił do Burnley, jednak w sezonie 2009/2010 nie rozegrał tam żadnego spotkania, a Burnley spadło do Championship. W kolejnych latach MacDonald był wypożyczany do Inverness Caledonian Thistle (SPL), Plymouth Argyle oraz Burton Albion (oba grające w League Two).
Następnie reprezentował barwy zespołów: Burton Albion, Oxford United, Mansfield Town, Gillingham oraz Stevenage.

## Kariera reprezentacyjna
MacDonald urodził się w Anglii, jednak postanowił reprezentować Szkocję. 5 września 2008 roku zadebiutował w kadrze U-19 w przegranym 5:0 spotkaniu z Holandią. 20 października w meczu z Azerbejdżanem zdobył pierwszą bramkę. W reprezentacji do lat 19 zaliczył osiem występów oraz zdobył siedem bramek.